# Copaciu
Copaciu – wieś w Rumunii, w okręgu Giurgiu, w gminie Ghimpați. W 2011 roku liczyła 1013 mieszkańców.